# Pulsur
Et pulsur er et ur, med indbygget mulighed for at registrere bærerens puls. Pulsure benyttes fortrinsvis til konditionstræning, og giver blandt andre ting bæreren mulighed for at se hvilken intensitet der aktuelt trænes med. 
- Wikimedia Commons har flere filer relateret til Pulsur